# Isimbaji járás
Az Isimbaji járás (oroszul Ишимбайский район, baskír nyelven Ишембай районы) Oroszország egyik járása a Baskír Köztársaságban, székhelye Isimbaj város, mely a közigazgatási beosztás szempontjából nem tartozik a járáshoz, viszont az önkormányzati járásnak része.

## Népesség
- 1970-ben 43 690 lakosa volt, melyből 27 977 baskír (64%), 2 962 tatár (6,8%).
- 1989-ben 25 766 lakosa volt, melyből 17 965 baskír (69,7%), 1 673 tatár (6,5%).
- 2002-ben 25 910 lakosa volt, melyből 18 335 baskír (71,59%), 4 293 orosz (16,76%), 1 499 tatár (5,85%), 1 189 csuvas.
- 2010-ben 25 042 lakosa volt, melyből 17 843 baskír (71,7%), 4 301 orosz (17,35), 1 498 tatár (6%), 1 003 csuvas (4%), 82 ukrán, 21 fehérorosz, 20 mordvin, 5 mari, 2 udmurt.

| Lakosok száma | 37 662 | 33 634 | 95 696 | 95 668 | 95 064 | 94 333 | 90 840 | 90 184 | 88 092 | 85 483 |
|               | 1939   | 1979   | 2001   | 2003   | 2006   | 2009   | 2012   | 2014   | 2017   | 2021   |